# Kosmów (województwo lubelskie)
Kosmów (ukr. Космів) – wieś w Polsce położona w województwie lubelskim, w powiecie hrubieszowskim, w gminie Hrubieszów.
| SIMC    | Nazwa          | Rodzaj    |
| ------- | -------------- | --------- |
| 0889261 | Kosmów-Kolonia | część wsi |

Wieś starostwa hrubieszowskiego położona była w XVIII wieku w województwie bełskim. W latach 1975–1998 miejscowość administracyjnie należała do województwa zamojskiego. 
Wieś jest sołectwem w gminie Hrubieszów. Według Narodowego Spisu Powszechnego (III 2011 r.) liczyła 355 mieszkańców i była trzynastą co do wielkości miejscowością gminy.
Wierni Kościoła rzymskokatolickiego należą do parafii Narodzenia Najświętszej Maryi Panny w Kryłowie.

## Historia
Wieś osadzona w wieku XIV. W roku 1388 wraz z całą ziemią bełską został przez Jagiełłę nadany książętom mazowieckim. W latach 1392–1431 wraz z Szychowicami i Cichobórzem należał do królewskich dóbr hrubieszowskich. W 1431 Jagiełło zwrócił go księciu Ziemowitowi V w nagrodę za jego udział w walkach ze zbuntowanym Świdrygiełłą, natomiast w 31 lat później wieś została włączona bezpośrednio do Korony Polskiej, wchodząc odtąd do starostwa hrubieszowskiego (aż do 1799 roku), choć położona była w pow. horodelskim woj. bełskiego. W XV i XVI stuleciu chłopi tej wsi płacili dziesięcinę kościołowi parafialnemu w Czerniczynie. Rejestr 1578 roku wykazywał tu 3¾ łana (63 ha) gruntów uprawnych, a także istniejącą karczmę. Dochód roczny wynosił 21 zł. Lustracja królewszczyzn z 1661–1665 roku stwierdzała: „Młyn tam był, ten zgorzał zapalony od Moskwy” (tj. spalony przez wojska moskiewsko-kozackie w latach 1655–1656). Wedle spisu ludnościowego z 1827 roku wieś liczyła 16 domów i 120 mieszkańców. Natomiast spis z 1921 roku (wówczas w gm. Kryłów) mówił o 69 domach oraz 400 mieszkańcach, w tym 19 Żydach i 367 Ukraińcach.
We wsi znajdowała się drewniana cerkiew prawosławna św. Aleksandra Newskiego z lat 80. XIX w., zniszczona w ramach akcji polonizacyjno-rewindykacyjnej (1938). W Kosmowie znajduje się również nieczynny cmentarz prawosławny.